# Ngie (langue)
Pour les articles homonymes, voir Ngie.
Le ngie (ou angie, baminge, baninge, mingi, ngi, ugie, ungie) est une langue bantoïde des Grassfields parlée au Cameroun par environ 37 000 personnes (2001) dans la région du Nord-Ouest et le département de la Momo, à l'ouest de l'arrondissement de Mbengwi, autour d'Andek. Elle est proche du ngoshie.